# G. (álbum)
G. es el tercer álbum de estudio de la banda suiza de hard rock Gotthard, lanzado en 1996.

## Lista de canciones
Todas las canciones escritas y compuestas por Steve Lee, Leo Leoni y Chris Von Rohr, excepto las que se indican. 
| N.º   | Título                   | Escritor(es)          | Duración |  |
| 1.    | «Sister Moon»            |                       | 3:54     |  |
| 2.    | «Make My Day»            |                       | 3:45     |  |
| 3.    | «Mighty Quinn»           | Bob Dylan             | 3:15     |  |
| 4.    | «Movin' On»              |                       | 3:22     |  |
| 5.    | «Let It Be»              | Andris/Neyer/Jamison  | 6:15     |  |
| 6.    | «Father Is That Enough?» |                       | 4:01     |  |
| 7.    | «Sweet Little R'R'»      | Chris von Rohr/Mauser | 3:19     |  |
| 8.    | «Fist In Your Face»      |                       | 3:50     |  |
| 9.    | «Ride On»                |                       | 4:08     |  |
| 10.   | «In The Name»            |                       | 5:25     |  |
| 11.   | «Lay Down The Law»       |                       | 3:37     |  |
| 12.   | «Hole In One»            |                       | 3:08     |  |
| 13.   | «One Life, One Soul»     |                       | 3:58     |  |
| 51:08 |                          |                       |          |  |

Versión asiática (BMG BVCM-35016): bonus track

|     |                            |          |  |  |  |  |  |  |  |  |
| N.º | Título                     | Duración |  |  |  |  |  |  |  |  |
| 14. | «Immigrant Song» (en vivo) | 5:15     |  |  |  |  |  |  |  |  |

BMG Ariola 1996 (74321 43036 2): bonus track

|     |                                   |          |  |  |  |  |  |  |  |  |
| N.º | Título                            | Duración |  |  |  |  |  |  |  |  |
| 14. | «He Ain't Heavy, He's My Brother» | 4:38     |  |  |  |  |  |  |  |  |

Notas adicionales
- La canción 3 fue grabada originalmente por Bob Dylan.
- La canción 14 (BMG BVCM-35016) fue grabada originalmente por Led Zeppelin en el álbum Led Zeppelin III
- La canción 14 (BMG Ariola 74321 43036 2) fue grabada originalmente por The Hollies.

## Posición en las listas
G. debutó en el puesto #1 del chart suiza de ventas en 1996 y permaneció en ese lugar por seis semanas consecutivas.
| Lista (1996) | Mejor posición |
| ------------ | -------------- |
| Suiza        | 1              |

## Créditos y personal
- Voz - Steve Lee
- Coros - Leo Leoni
- Bajo - Marc Lynn, Steve Bishop
- Guitarra - Leo Leoni, Freddy Scherer
- Batería - Hena Habegger
- Teclados - Cat Gray
- Percusión - Cat Gray
- Composición - Steve Lee, Leone Leoni y Chris Von Rohr
- Arreglos - Chris Von Rohr
- Mezclas – Phil Kaffel
- Fotografía - Bernhard Kühmstedt
- Dirección de arte - Thomas Sassenbach